# Кастелнуово ди Чева
Кастелнуо̀во ди Чѐва (на италиански: Castelnuovo di Ceva; на пиемонтски: Castelneuv, Кастелнеув) е село и община в Северна Италия, провинция Кунео, регион Пиемонт. Разположено е на 743 m надморска височина. Населението на общината е 140 души (към 2011 г.).